# دفاع موشکی ملی ایالات متحده
دفاع موشکی ملی ایالات متحده (NMD) یک اصطلاح عمومی برای نوعی از دفاع موشکی است که برای محافظت از کل خاک ایالات متحده در برابر موشک‌هایی مانند موشک‌های بالستیک قاره‌پیما (ICBM) یا سایر موشک‌های بالستیک در نظر گرفته شده‌است.

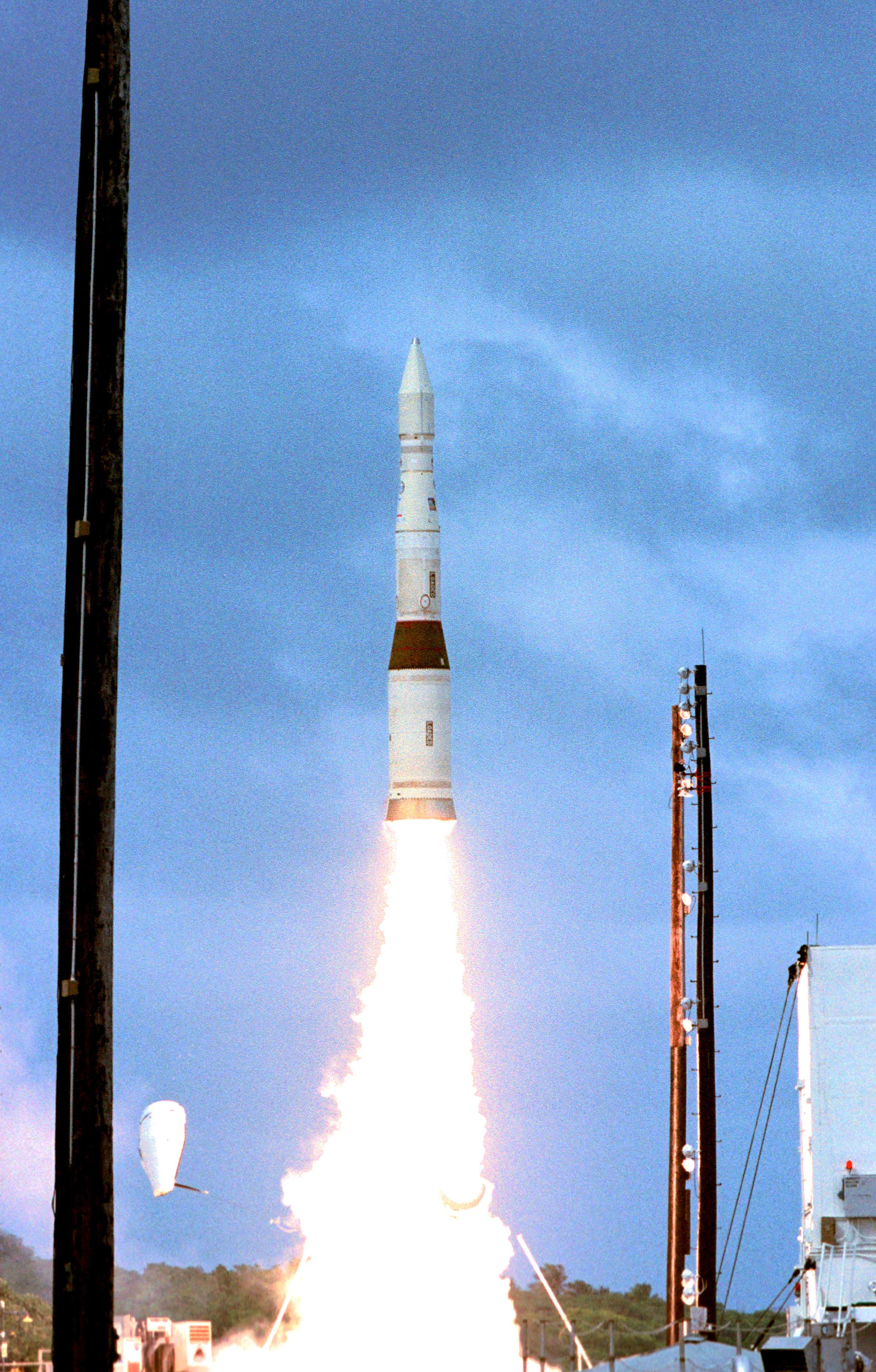
یک وسیله نقلیه پرتاب باری (PLV) حامل یک نمونه اولیه خودروی کشتار جوی خارجی از جزیره مک در محدوده موشکی کواجالین در ۳ دسامبر ۲۰۰۱ برای رهگیری یک هدف موشک بالستیک بر فراز اقیانوس آرام مرکزی پرتاب شد.

عناصر دیگری که به‌طور بالقوه می‌توانند در دفاع موشکی ملی ایالات متحده ادغام شوند عبارتند از موشک‌های ضد بالستیک، یا سامانه‌های موشکی مبتنی بر دریا، فضایی، لیزری و ارتفاع بالا. برنامه دفاع موشکی ملی نظر وسعت محدود است و برای مقابله با یک حمله نسبتاً کوچک ICBM از طرف یک دشمن پیچیده طراحی شده‌است. برخلاف برنامه ابتکار دفاع استراتژیک و آژانس دفاع موشکی، این برنامه به گونه ای طراحی نشده‌است که سپر محکمی در برابر حمله بزرگ یک دشمن از لحاظ فنی پیچیده باشد.

### برنامه حفاظتی

مؤسسه هرالدری نشان آستین شانه را برای Safeguard تأیید کرد.

در سال ۱۹۶۹ سنتینل به «سیف گارد» تغییر نام داد. از آن زمان به بعد به حفاظت از برخی از مناطق سیلوهای موشک‌های بالستیک قاره‌پیما ایالات متحده در برابر حمله اختصاص یافت و توانایی آنها را برای انجام یک حمله موشکی تلافی جویانه ارتقا داد. سیف گارد از همان موشک‌های اسپارتان و اسپرینت و همان فناوری راداری سنتینل استفاده کرد. سیف گارد برخی از مشکلات سنتینل را حل کرد:
- توسعه آن به دلیل پوشش جغرافیایی محدود و موشک‌های مورد نیاز کمتر، هزینه کمتری داشت.
- از بسیاری از خطرات برای عموم کلاهک‌های هسته ای دفاعی منفجر شده در جو اطراف جلوگیری کرد، زیرا سیستم حفاظتی در مناطق کم جمعیت داکوتا، مونتانا، مانیتوبا، ساسکاچوان و آلبرتا و نزدیک آن قرار داشت.
- به دلیل پوشش متراکم موشک‌های اسپرینت با برد کوتاه‌تر، که قادر به پوشش کل منطقه دفاعی تحت برنامه بزرگتر و قبلی پیشنهاد شده سنتینل نبودند، احتمال رهگیری بهتری را فراهم کرد.

## برنامه فعلی دفاع موشکی ملی

### اهداف

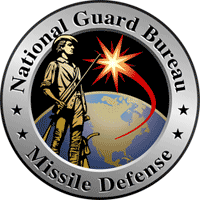
لوگوی بخش دفاع موشکی گارد ملی ایالات متحده، بخشی از سیستم دفاع موشکی مدرن آمریکایی است

در دهه ۱۹۹۰ و اوایل قرن بیست و یکم، مأموریت اعلام شده دفاع موشکی ملی ایالات متحده به هدف ساده‌تر جلوگیری از باج خواهی هسته ای یا تروریسم هسته ای توسط یک دولت به اصطلاح سرکش تغییر کرد. امکان‌سنجی این هدف محدودتر تا حدودی بحث‌برانگیز است. در زمان پرزیدنت بیل کلینتون، برخی آزمایش‌ها ادامه یافت، اما با وجود اظهارات حمایتی کلینتون در ۵ سپتامبر ۲۰۰۰، این پروژه بودجه کمی دریافت کرد که «چنین سیستمی، اگر به درستی کار کند، می‌تواند در دنیایی که گسترش سلاح‌های هسته‌ای کار را پیچیده کرده‌است، ابعاد بیشتری از بیمه به ما بدهد. برای حفظ صلح."
این سیستم توسط آژانس دفاع موشکی (MDA) اداره می‌شود. اما به غیر از آن چندین سازمان و فرماندهی نظامی دیگر مانند فرماندهی فضایی و دفاع موشکی ارتش ایالات متحده و دلتای فضایی ۴ نقش دارند.
آژانس دفاع موشکی و آژانس توسعه فضایی (SDA) در حال حاضر در حال توسعه عناصر یک سیستم دفاع موشکی مافوق صوت برای دفاع در برابر سلاح‌های مافوق صوت هستند. این عناصر شامل برنامه‌های رهگیر مختلف است، اگرچه انتظار می‌رود مانورپذیری و ارتفاع پایین پرواز سلاح‌های مافوق صوت چالش‌هایی را ایجاد کند. پیش‌بینی می‌شود که رهگیر فاز سر خوردن (GPI) آژانس دفاع موشکی بتواند در اواسط تا اواخر دهه ۲۰۲۰ در برابر موشک‌های مافوق صوت عمل کرده و دفاع کند. برنامه Glide Breaker دارپا به دنبال تجهیز خودرویی برای هدف قرار دادن دقیق موشک‌های مافوق صوت در برد بلند است.

### اجزاء
سیستم NMD فعلی از چندین جزء تشکیل شده‌است.

#### رهگیرهای فاز سر خوردن (GPI)
رهگیرهای فاز سر خوردن (GPIs) موشک‌هایی هستند که برای رهگیری وسایل مافوق صوت در حال پرواز طراحی شده‌اند.

#### موشک‌های رهگیر زمینی
یکی از اجزای اصلی، دفاع میانی زمینی (GMD) است که شامل موشک‌های رهگیر زمینی و رادارهای ایالات متحده در آلاسکا است که کلاهک‌های ورودی را در فضا رهگیری می‌کند. در حال حاضر برخی از موشک‌های رهگیر زمینی در وندنبرگ [پایگاه نیروی فضایی] در کالیفرنیا قرار دارند. موشک‌های رهگیر زمینی‌ها را می‌توان با رهگیرهای میانی SM-3 که از کشتی‌های نیروی دریایی شلیک می‌شوند، تقویت کرد. حدود ده موشک رهگیر تا سال ۲۰۰۶ عملیاتی بودند. در سال ۲۰۱۴، آژانس دفاع موشکی دارای ۳۰ موشک رهگیر زمینی عملیاتی بود، با ۱۴ رهگیر زمینی اضافی که برای استقرار در سال ۲۰۱۷ درخواست شده بود.
در 12 نوامبر 2009، آژانس دفاع موشکی اعلام کرد که شش ناوشکن اضافی نیروی دریایی ایالات متحده برای شرکت در این برنامه ارتقا خواهند یافت.
تمامی کشتی‌های مجهز به سیستم رزمی Aegis دارای موشک زمین به هوای ریم-۶۶ استاندارد هستند که با ارتقای اخیر، دارای قابلیت دفاع موشکی بالستیک مرحله پایانی است.

#### ترمینال دفاع منطقه ای در ارتفاع بالا
ترمینال دفاع منطقه ای ارتفاع بالا (THAAD) برنامه ای از ارتش ایالات متحده است که از موشک‌های رهگیر زمینی استفاده می‌کند که می‌تواند موشک‌ها را در قسمت بالایی جو و خارج از جو رهگیری کند. THAAD در گوام، امارات متحده عربی، کره جنوبی و اخیراً اسرائیل مستقر شده‌است.

## برنامه‌ریزی، اهداف و بحث‌ها

آرم آژانس دفاع موشکی

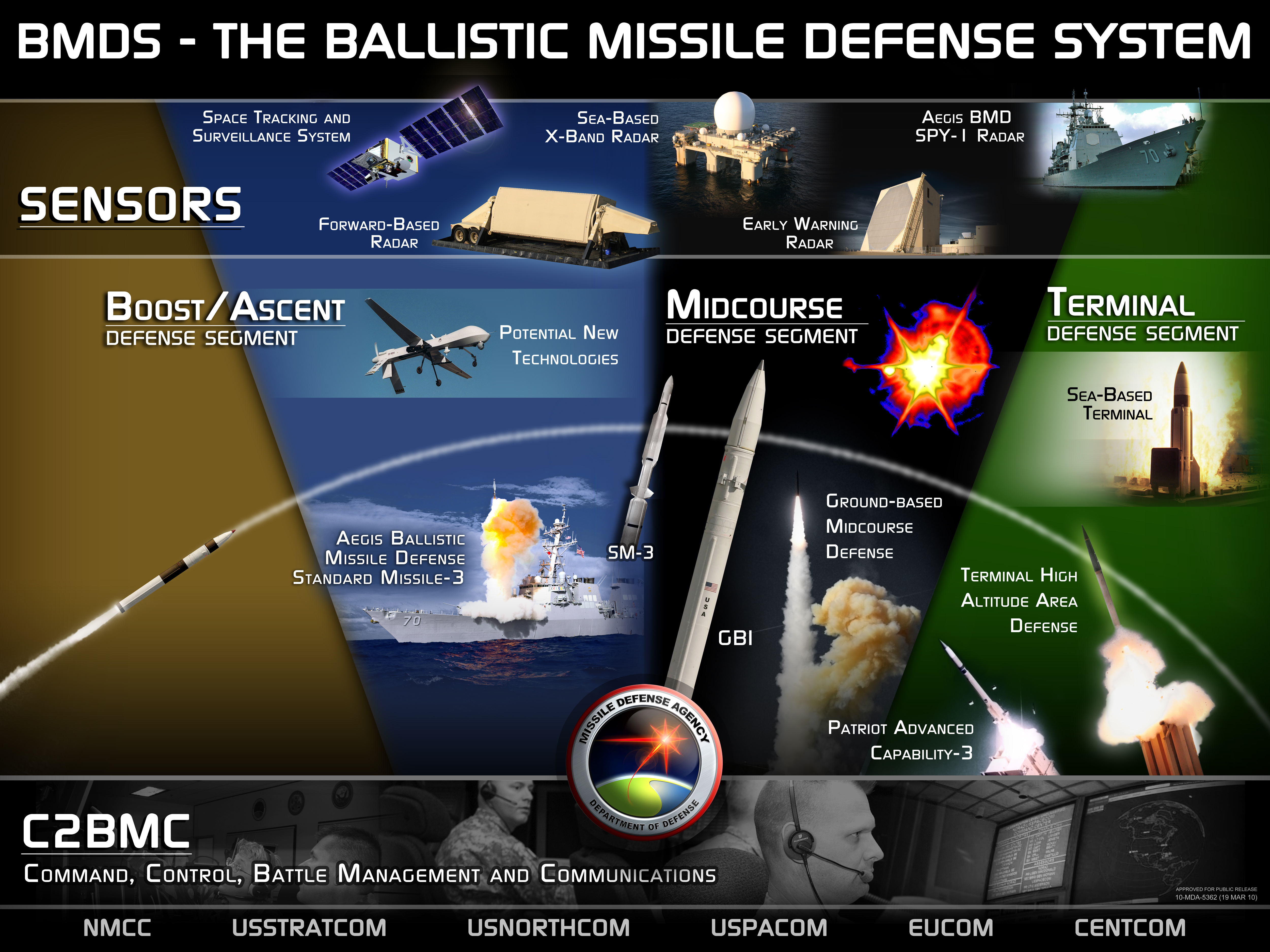
اینفوگرافیک سیستم دفاع موشکی بالستیک (BMDS) که توسط آژانس دفاع موشکی در سال ۲۰۱۰ ایجاد شد.

در ۱۴ اکتبر ۲۰۰۲، یک رهگیر زمینی که از سایت آزمایش دفاع موشکی بالستیک رونالد ریگان پرتاب شد، یک کلاهک ساختگی ۲۲۵ کیلومتر بالاتر از اقیانوس آرام را منهدم کرد. این آزمایش شامل سه بادکنک فریبنده بود.
در ۲۲ ژوئیه ۲۰۰۴، اولین رهگیر زمینی در فورت گریلی، آلاسکا مستقر شد.

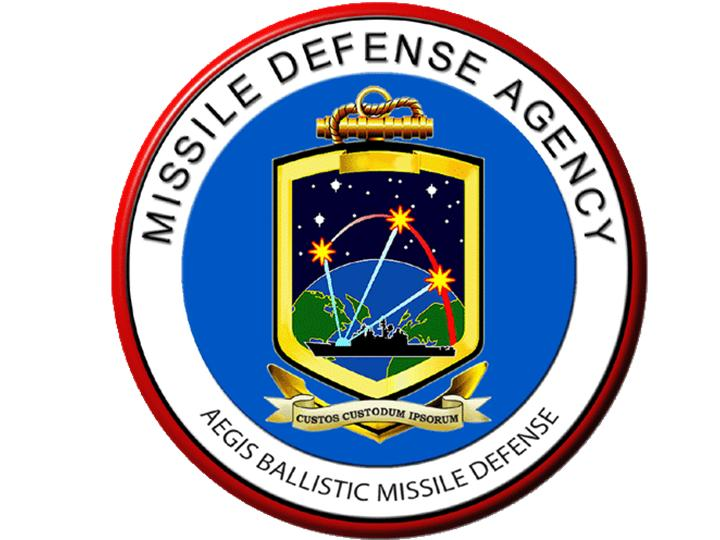
لوگوی سیستم دفاع موشکی بالستیک Aegis

در ۱۸ ژانویه ۲۰۰۵، فرمانده، فرماندهی استراتژیک ایالات متحده دستور ایجاد فرماندهی اجزای عملکردی مشترک برای دفاع موشکی یکپارچه (JFCC IMD) را صادر کرد. پس از ایجاد شدن این نهاد فرماندهی، ویژگی‌ها و قابلیت‌های مورد نظر را برای عملیات دفاع موشکی جهانی و پشتیبانی از دفاع موشکی توسعه خواهد داد.
- ملزومات بازدارندگی پس از جنگ سرد
- تئوری بازدارندگی
- نظامی کردن فضا
- سیستم‌های دفاع موشکی بر اساس کشور
- جنگ هسته ای
- سلاح اتمی
- دفاع غیرنظامی
- رادار باند ایکس
- فرماندهی اجزای عملکردی مشترک برای دفاع موشکی یکپارچه
- ابتکار دفاع استراتژیک، همچنین به عنوان دفاع موشکی SDI یا «جنگ ستارگان» شناخته می‌شود